# Elimaea apicata
Elimaea apicata är en insektsart som beskrevs av Sigfrid Ingrisch 1998. Elimaea apicata ingår i släktet Elimaea och familjen vårtbitare. Inga underarter finns listade i Catalogue of Life.